# 크리스천 피니건
크리스천 피니건(Christian Finnegan, 1973년 4월 1일 ~ )은 미국의 스탠드업 코미디언이자 배우이다.

## 출연 작품
- 알 위 데어 옛? (2010)
- 나잇 & 데이 (2010)